# Pontius Pilatus

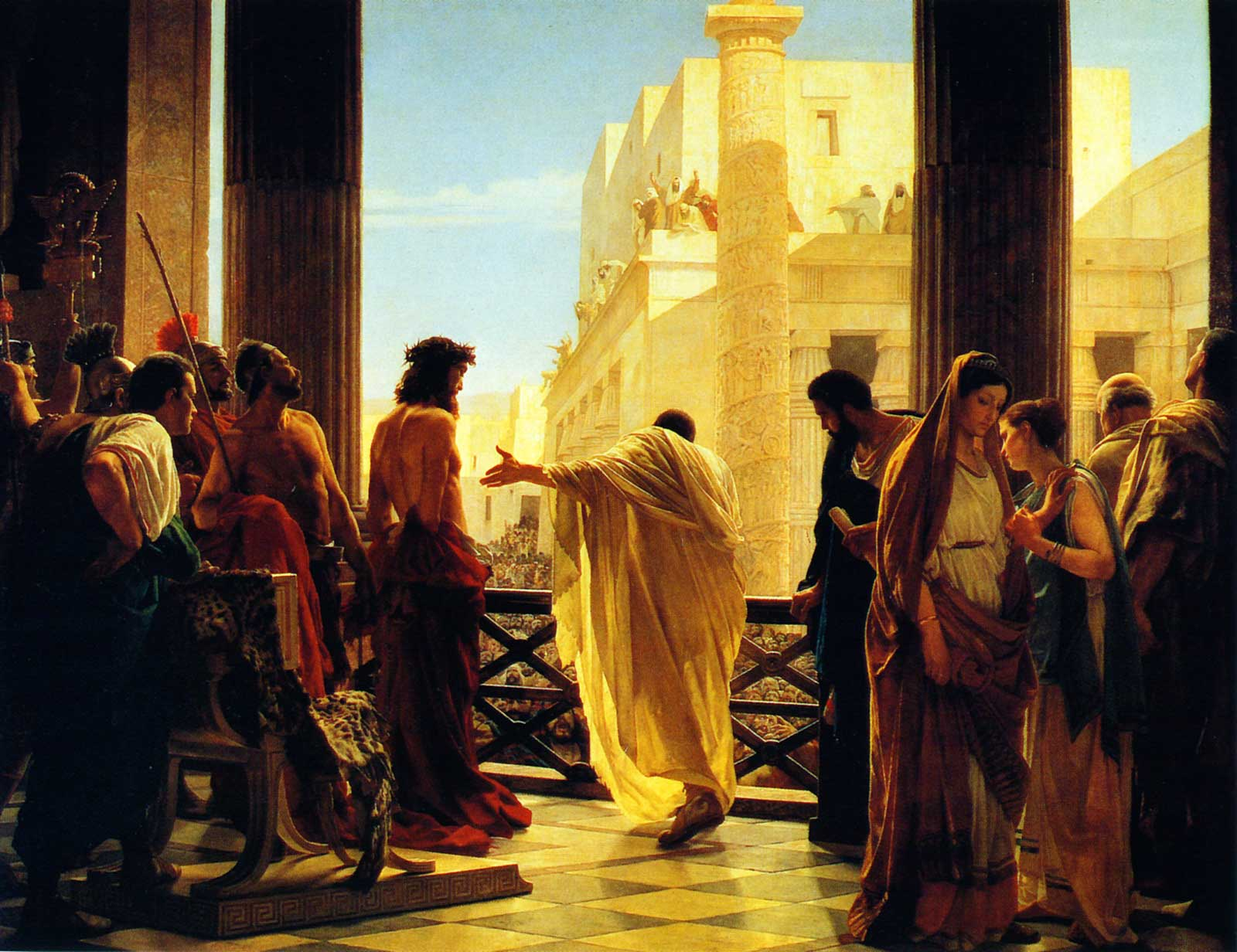
Ecce homo, Antonio Ciseris avbildning av Pontius Pilatus som presenterar en sargad Jesus inför folket i Jerusalem.

Pontius Pilatus (latin: Pontius Pilatus, även kallad Ponna, grekiska: Πόντιος Πιλᾶτος) var en romersk prefekt och ståthållare, ungefär förvaltare, i den romerska provinsen Judeen mellan åren 26 och 36 e.Kr. under kejsar Tiberius. Han är mest känd för att Nya testamentet omnämner honom som den som beslöt om Jesu korsfästelse. Detta beskrivs i samtliga de fyra evangelierna: Matteusevangeliet kapitel 27, Markusevangeliet kapitel 15, Lukasevangeliet kapitel 23 samt i Johannesevangeliet kapitel 18.
Detaljerna om Pilatus liv före och efter hans utnämning till ståthållare är få men är en del av den kristna traditionen, bland annat att hans hustrus namn var Claudia och antaganden om hans födelseplats. Hustrun Claudia är helgonförklarad inom den grekisk-ortodoxa kyrkan.

## I Nya testamentet
Pilatus framträder i alla de fyra evangelierna. Markus, som konstaterar att Jesus var oskyldig till konspiration mot Rom, porträtterar Pilatus som högst motvillig att avrätta Jesus och klandrar det judiska prästväldet för hans död. I Matteusevangeliet tvättar Pilatus sina händer innan han ovilligt sänder Jesus till döden. I Lukasevangeliet avvisar Pilatus att Jesus sammansvurit sig mot Rom, och inte heller Herodes Antipas finner något ont eller förrädiskt i Jesu handlingar. I Johannesevangeliet gör Jesus anspråk på att vara Människosonen eller Messias inför Pilatus och Sanhedrin.
Pilatus främsta spörsmål till Jesus var huruvida han ansåg sig själv vara judarnas kung, och således utgjorde ett politiskt hot. Jesus svarade: ”Du själv säger det.” Trofast till den romerska seden lät Pilatus skriva ett anslag som sattes upp på korset, och där det stod: ”Jesus från Nasaret, judarnas konung” (INRI).
Lukas evangelium berättar på samma sätt att dylika frågor ställdes till Jesus. I detta fall var det prästerna som upprepade gånger anklagade honom, men Jesus förhöll sig tyst, varför den förvånade Pilatus tvingades lämna över honom till Herodes Antipas domsrätt. Till en början skall Herodes varit spänd av nyfikenhet inför att få träffa Jesus, vilken han hört talas om, men Lukas berättar att det hela slutade med att Herodes hånade Jesus och sände tillbaka honom till Pilatus.

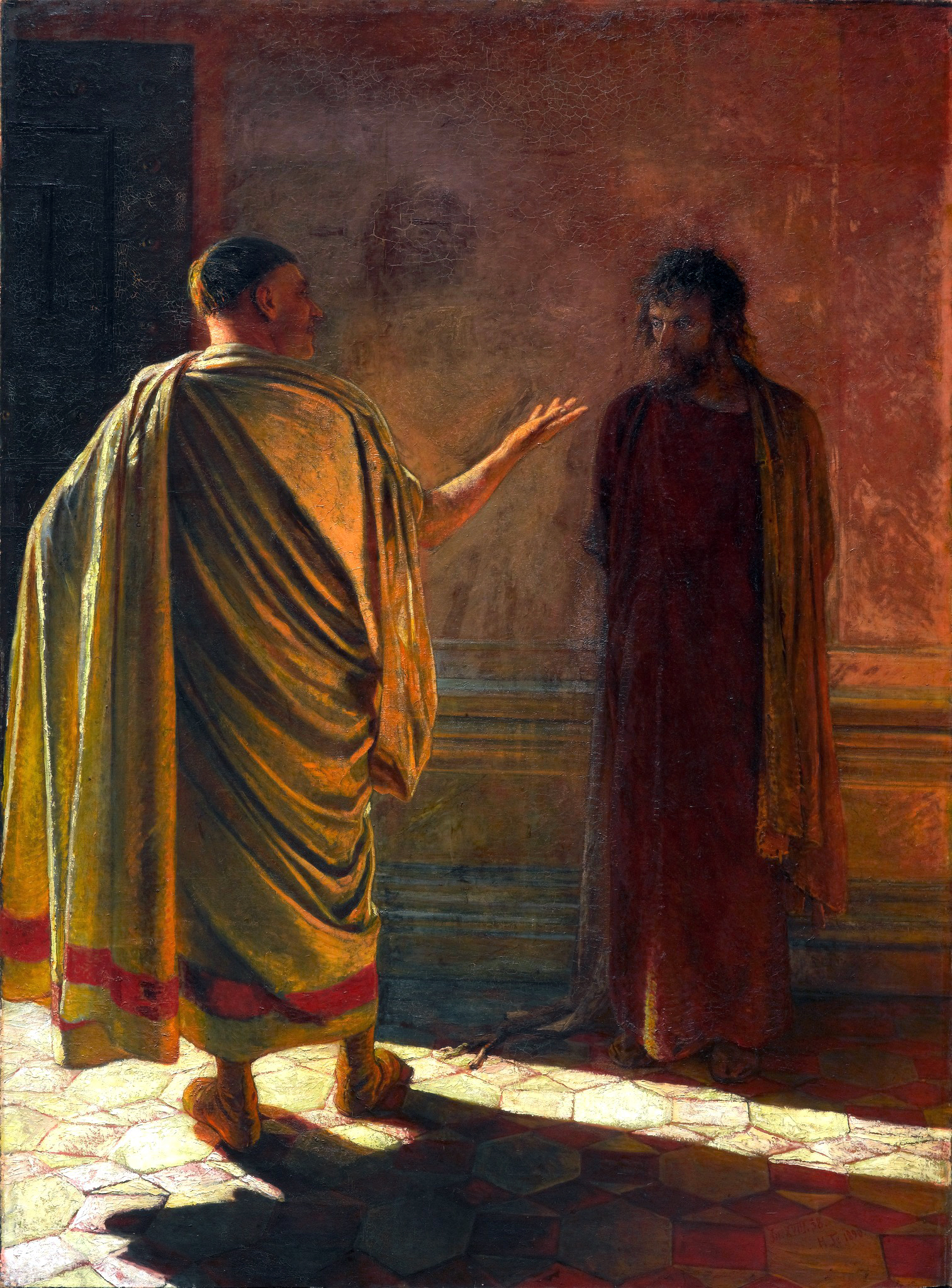
"Vad är sanning?"

Johannesevangeliet ger en kompletterande bild utöver den som ges i de synoptiska evangelierna. Johannes berättar om att Jesus sagt till Pilatus att han var konung och att han ”kommit till världen ... för att vittna för sanningen; och den som hör till sanningen lyssnar till min röst”, efter vilket Pilatus frågar ”Vad är sanning?”
Matteusevangeliet tillägger att Pilatus, innan han dömer Jesus till döden tvättar sina händer med vatten inför folkmassan och förklarar, ”Jag är oskyldig till den här mannens blod. Detta får bli er sak.”

## Utombibliska källor

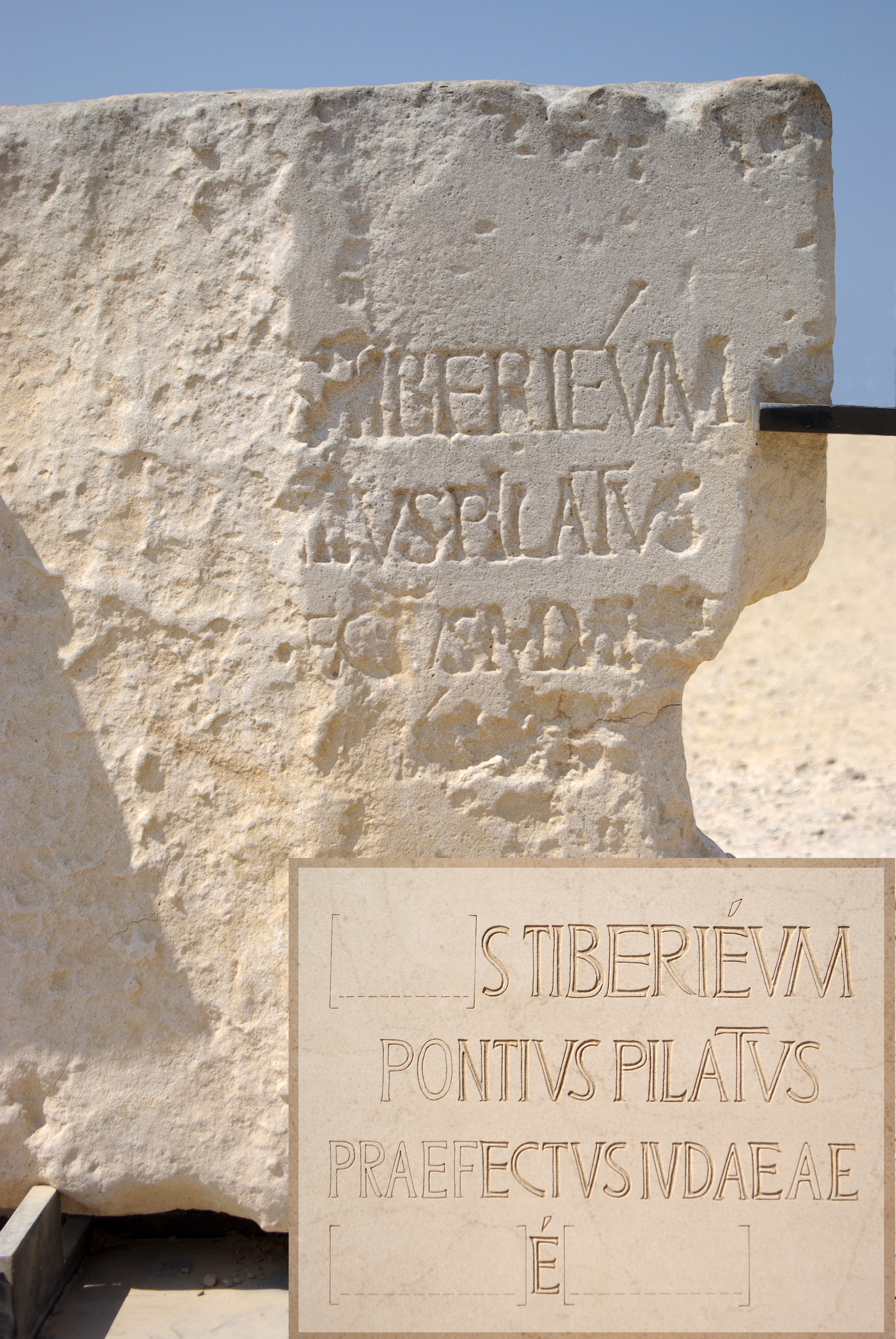
Pilatusinskriptionen

Utombibliska källor ger en bild av Pilatus som en mycket våldsam och illa omtyckt ledare. Den judiske historikern Josefus skrev bland annat i sina verk Bellum Judaicum kapitlen 2.169–177 och Antiquitates Judaicae, kapitlen 18:35, 55–64, 85–89, samt 177 om hur Pilatus sårade och retade judarna. Pilatus nämns dessutom dels av den judiske filosofen Filon av Alexandria i hans verk Legatio ad Gaium kapitel 38 och av den romerske historikern Tacitus i verket Annales kapitel 15:44.
Pilatus tvingades år 36 av Lucius Vitellius att avgå, efter en massaker på oskyldiga samaritaner vid berget Gerisim och blev efter återkomsten till Rom landsförvisad av Caligula till det galliska Vienna i nuvarande Frankrike. Han begick senare självmord genom att kasta sig utför ett berg i nuvarande Schweiz.
Ett antal mynt har hittats från Pilatus regeringstid. Pilatus bevittnas dessutom i en inskription gjord på en kalkstensplatta som påträffades Caesarea Maritima 1961. Av inskriptionen går att utläsa att Pilatus var prefekt.